# Axel Martin
| 172269 Tator        | 9 ottobre 2002   |
| 191494 Berndkoch    | 16 ottobre 2003  |
| 217576 Klausbirkner | 29 dicembre 2007 |

Axel Martin (1968) è un astronomo amatoriale tedesco.
Il Minor Planet Center gli accredita la scoperta di tre asteroidi, effettuate tra il 2002 e il 2007, di cui due in collaborazione con Andreas Boeker.
Gli è stato dedicato l'asteroide 15924 Axelmartin.